# Velem, Vas
Velem  este un sat în districtul Kőszeg, județul Vas, Ungaria, având o populație de 326 de locuitori (2011). 

## Demografie
Componența etnică a satului Velem
     Maghiari (95,62%)
     Germani (3,03%)
     Necunoscut (1,35%)
     Alții (1,35%)
Componența confesională a satului Velem
     Romano-catolici (68,1%)
     Fără religie (3,68%)
     Reformați (1,53%)
     Luterani (1,23%)
     Necunoscută (25,46%)
Conform recensământului din 2011, satul Velem avea 326 de locuitori. Din punct de vedere etnic, majoritatea locuitorilor (95,62%) erau maghiari, cu o minoritate de germani (3,03%). Apartenența etnică nu este cunoscută în cazul a 1,35% din locuitori.  Din punct de vedere confesional, majoritatea locuitorilor (68,1%) erau romano-catolici, existând și minorități de persoane fără religie (3,68%), reformați (1,53%) și luterani (1,23%). Pentru 25,46% din locuitori nu este cunoscută apartenența confesională.